# Bisdom Zomba
Het bisdom Zomba (Latijn: Dioecesis Zombaensis) is een rooms-katholiek bisdom met als zetel Zomba in Malawi. Het is een suffragaan bisdom van het aartsbisdom Blantyre. Hoofdkerk is de Heilig Hartkathedraal.
In 1952 werd het apostolisch vicariaat Zomba opgericht. Dit werd in 1959 verheven tot een bisdom. De Britse pater Lawrence Pullen Hardman, S.M.M. werd de eerste bisschop. 
In 2017 telde het bisdom 15 parochies. Het bisdom heeft een oppervlakte van 3.522 km2 en telde in 2017 898.000 inwoners waarvan 27,2% rooms-katholiek was. 

## Bisschoppen
- Lawrence Pullen Hardman, S.M.M. (1952-1970)
- Matthias A. Chimole (1970-1979)
- Allan Chamgwera (1981-2004)
- Thomas Luke Msusa, S.M.M. (2003-2013)
- George Desmond Tambala, O.C.D. (2015-)